# 红卫坝站
红卫坝站是位于陕西省汉中市略阳县马蹄湾乡红卫坝的一个铁路车站，邮政编码724303。车站建于1956年，有宝成铁路经过该站，现办理货运业务，客运仅办理通勤列车6063/6064次通勤业务。车站及其上下行区间均已电气化。车站距离宝鸡站182公里，隶属西安铁路局，是三等站。